# Die Elf Scharfrichter

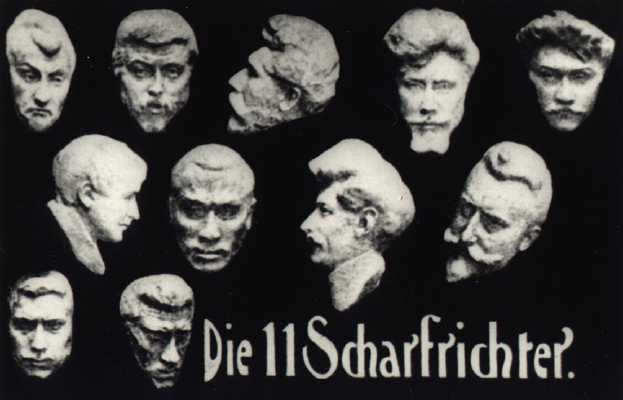
Darstellung der Elf Scharfrichter auf einem Plakat

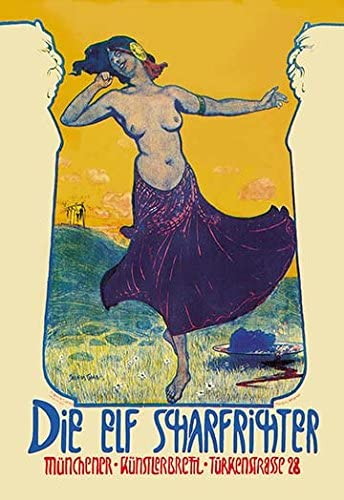
Plakat von Serapion Grab alias Willy Oertel

Die elf Scharfrichter (auch Die 11 Scharfrichter) war ein von 1901 bis 1904 existierendes „Künstlerbrettl“ (eine Kleinbühne) in München und das erste politische Kabarett in Deutschland.

## Geschichte
Seit 1897 Otto Julius Bierbaum mit seinem Roman Stilpe ein literarisch-künstlerisches Kabarett thematisiert hatte, wurde in München die Gründung eines solchen Künstlertheaters diskutiert. Gerade in München, im Umfeld der Zeitschrift Simplicissimus und des „Akademisch-Dramatischen Vereins“ wünschte man sich ein solches neues Theater. 
Ein großes Vorbild war dabei das Cabaret Le Chat Noir in Paris. Zudem wandte sich die im Februar 1900 gegründete Sektion des „Goethebundes zum Schutze freier Kunst und Wissenschaft“ entschieden gegen die neue Lex Heinze, die als Bedrohung der künstlerischen Freiheit verstanden wurde.

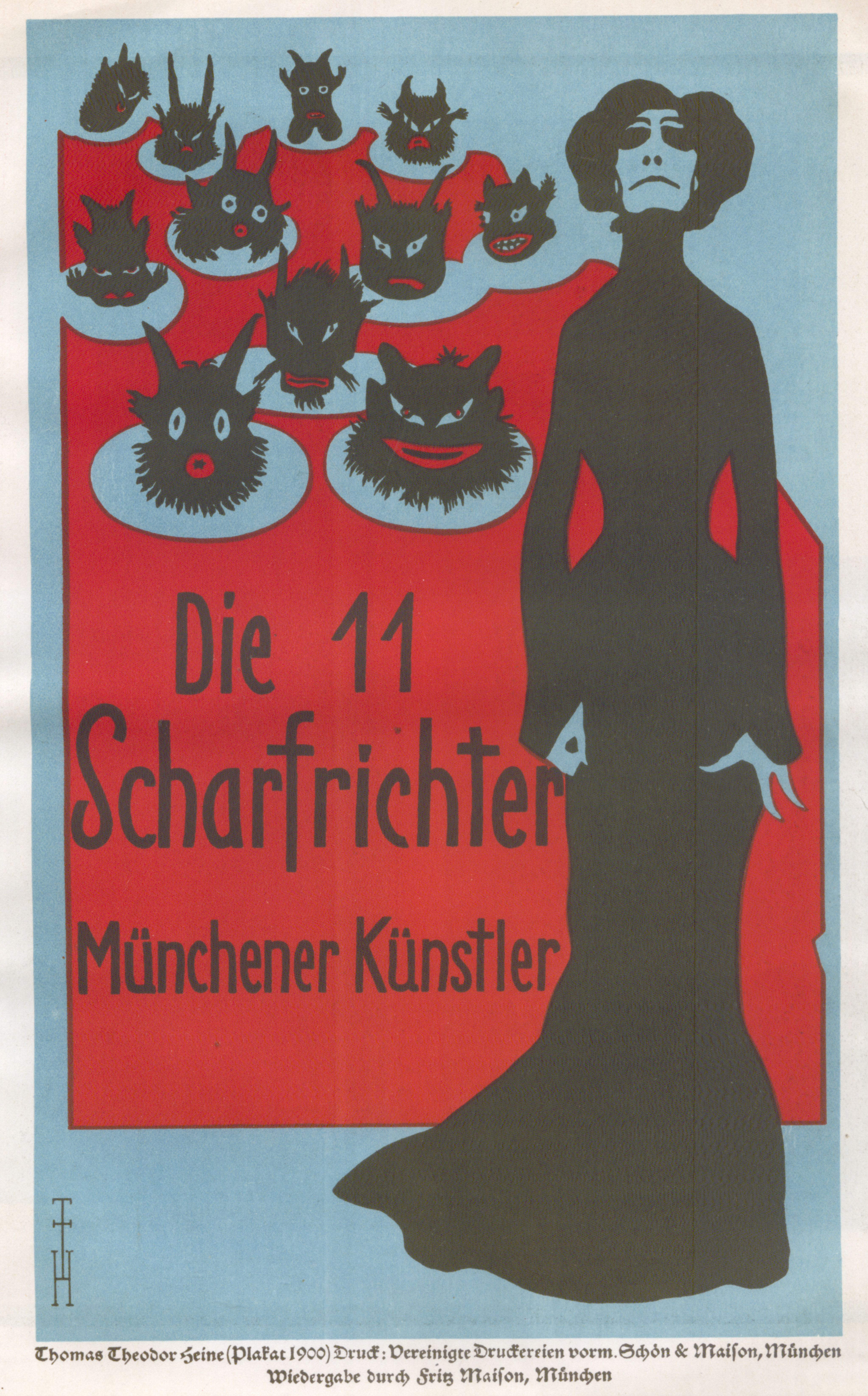
Plakat von Thomas Theodor Heine

Die Initiatoren, unter denen sich besonders Otto Falckenberg hervortat, verkauften Anteilsscheine an Münchner Mäzene, um die Finanzierung der Bühne zu sichern. Eröffnet wurde das Theater in der Türkenstraße 28 im umgestalteten Paukboden im Rückgebäude der Gaststätte „Zum Goldenen Hirschen“ mit einer Premiere am 13. April 1901. Am Eingang zum Zuschauerraum, der über 100 Sitzplätze verfügte, stand ein Totenkopf mit Perücke, in dem ein Beil steckte. Das berüchtigte Plakat dazu zeichnete Bruno Paul 1903.
Frank Wedekind war von 1901 bis 1902 einer der „elf Scharfrichter“ und sang seine selbstkomponierten Lieder zur Gitarre. Ausgewählte „Lieder und Gedichte“ aus dieser Zeit sind erschienen unter dem Titel Greife wacker nach der Sünde. 1902 kam seine Moritat Der Tantenmörder zur Aufführung.
Dreimal pro Woche führten die Scharfrichter ein monatlich wechselndes Programm auf. Leo Greiner verfasste eine Scharfrichter-Ballade, zu der Hans Richard Weinhöppel (Künstlername: Hannes Ruch) einen Marsch komponierte. Mit diesem Scharfrichter-Marsch begann bzw. endete sehr oft das Bühnenprogramm. Weinhöppel war Mitbegründer des Künstlertheaters „Die elf Scharfrichter“ und dort vier Jahre künstlerischer bzw. musikalischer Leiter und Hauskomponist. 
Das anfangs einzige weibliche Mitglied der Scharfrichter Marya Delvard wurde zugleich deren Star, indem sie damals in Deutschland noch ungewohnte Chansons in stilbildender Weise vortrug. Daneben wurden auch satirische Einakter aufgeführt. Wegen politisch-satirischer Anspielungen ergaben sich immer wieder Konflikte mit den Zensurbehörden. 
Von 9. bis 12. Dezember 1903 fand ein Gastspiel im Hotel Savoy in Wien statt. Im Herbst 1904 wurde das Kabarett, das ständig unter finanziellen Problemen litt, wegen erheblicher Schulden aufgelöst.

## Aufführungen
- Unter anderem kam im Kabarett Die elf Scharfrichter der I. Akt von Frank Wedekinds Drama Erdgeist und in gekürzter Fassung Die Kaiserin von Neufundland zur Aufführung.
- Einmalige Uraufführung von Unter sich von Hermann Bahr am 6. November 1903.

## Die Scharfrichter (mit ihren Scharfrichter-Namen)
1. Otto Falckenberg, alias Peter Luft
2. Marc Henry, alias Balthasar Starr
3. Leo Greiner, alias Dionysius Tod
4. Willy Rath, alias Willibaldus Rost, wurde ersetzt durch
  - Frank Wedekind, der sich nie einen Scharfrichternamen wählte
5. Max Langheinrich, alias Max Knax
6. Wilhelm Hüsgen, alias Till Blut
7. Victor Frisch, alias Gottfried Still
8. Willy Oertel, alias Serapion Grab
9. Ernst Neumann-Neander, alias Kaspar Beil
10. Hans Richard Weinhöppel, alias Hannes Ruch
11. Robert Kothe, alias Frigidus Strang

Um die Zahl im Namen des Kabaretts nicht verändern zu müssen, wurden weitere Mitwirkende grundsätzlich als Henkersknechte geführt.

## Henkersknechte
- Marya Delvard (geborene Marie Biller)
- Hugo Bettauer
- Leonhardt Bulmans (eigentlich Sandro Blumenthal)
- Hanns von Gumppenberg
- Waldemar Hecker
- Heinrich Lautensack
- Reinhard Piper
- Ernst Stern